# Pitsoenda-kathedraal

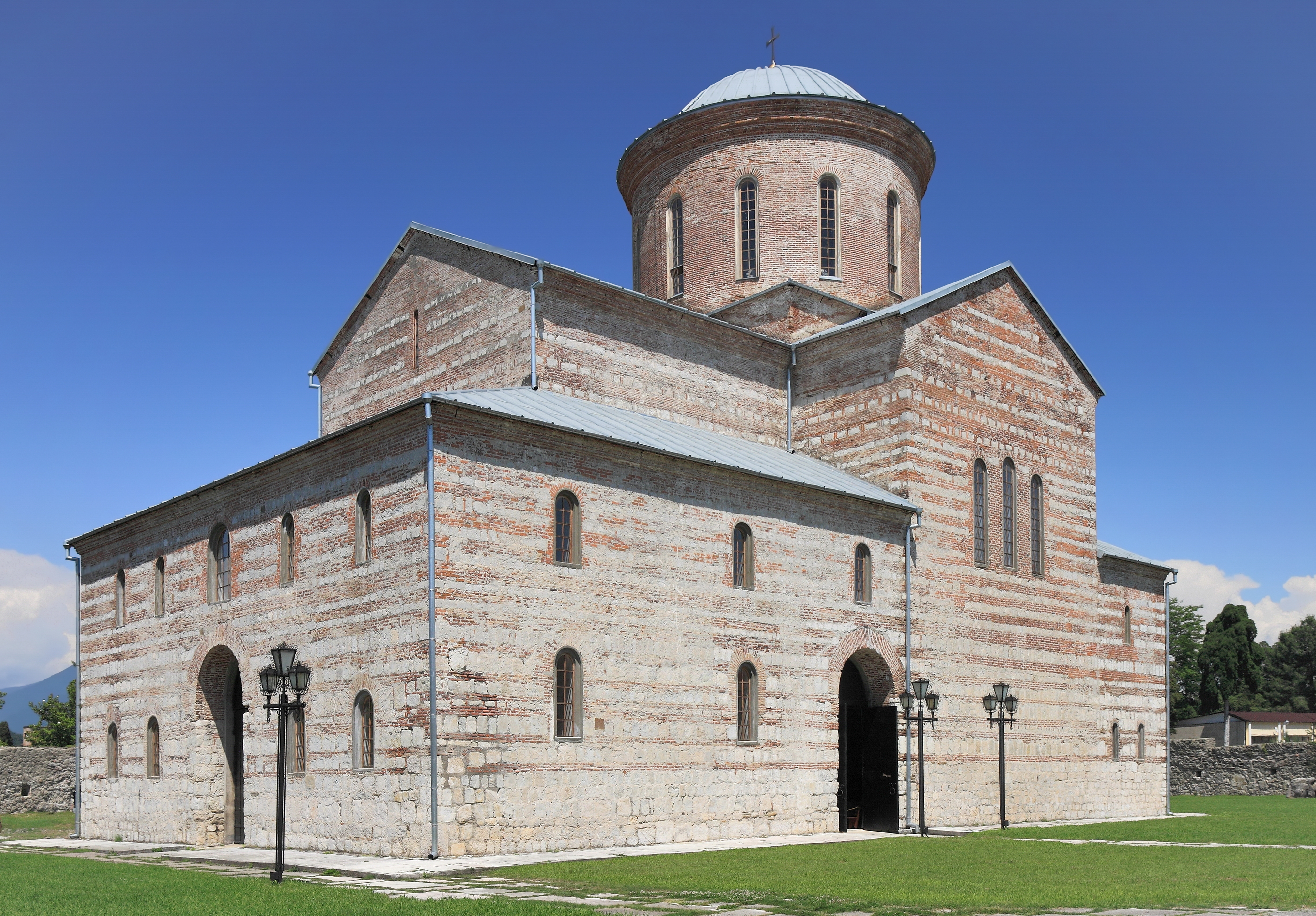
De Pitsoenda-kathedraal

De Pitsoenda-kathedraal (Georgisch: ბიჭვინთის ტაძარი, Bitsvinta) is een Georgisch-Orthodoxe kathedraal in Pitsoenda in het district Gagra in de de facto onafhankelijke Georgische Autonome Republiek Abchazië.
De kathedraal werd gebouwd in de 10de eeuw door Bagrat III van Georgië.